# Szkolna Brygada Grenadierów
Szkolna Brygada Grenadierów, niem. Grenadier-Lehr-Brigade – jedna z niemieckich brygad grenadierów. Utworzona w czerwcu 1944 roku ze szkolnego pułku piechoty przy Grupie Armii C. W październiku 1944 roku włączona do 117 Pułku Grenadierów z 98 Dywizji Piechoty.